# Lower Grand Valley Dani (jezik)
Lower Grand Valley Dani jezik (ISO 639-3: dni), zapadni transnovogvinejski jezik kojim govore pripadnici naroda Dani u dolini Baliem (Grand Valley) na otoku Nova Gvineja, Indonezija. 
Ima oko 20 000 govornika (1996 SIL) i nekoliko dijalekata nazvanih po lokalitetima Lower Grand Valley Hitigima (Dani-Kurima, Kurima), Upper Bele, Lower Bele, Lower Kimbin (Kibin) i Upper Pyramid.

## Vanjske poveznice
- Ethnologue (14th)
- Ethnologue (15th)